# Ron Watkins
Ronald Watkins (18 aprile 1987) è un cospirazionista statunitense ed ex amministratore del sito di imageboard 8chan.
Ha svolto un ruolo importante nella diffusione della teoria della cospirazione di estrema destra QAnon e ha promulgato la teoria di cospirazione secondo cui una diffusa frode elettorale ha portato alla vittoria di Joe Biden su Donald Trump alle elezioni presidenziali statunitensi del 2020. Watkins è stato amministratore del sito 8chan dal 2016 fino alle sue dimissioni nel novembre 2020. È il figlio di Jim Watkins, il proprietario e operatore di 8chan. Alcuni giornalisti e ricercatori ritengono che uno o entrambi i Watkins conoscano l'identità di, o siano essi stessi, "Q", la persona o il gruppo di persone dietro QAnon.

## Biografia
Watkins nacque il 18 aprile 1987. Suo padre, Jim Watkins, è un ex membro dell'esercito degli Stati Uniti e Watkins è cresciuto spostandosi spesso a causa del servizio militare del padre. Sua madre, Ton Sun Watkins, è sudcoreana  e i suoi genitori si conobbero quando suo padre era di stanza lì. Divorziarono quando Watkins era un adolescente, a quel punto iniziò a vivere principalmente con sua madre.
Watkins ha trascorso gli anni del liceo a Mukilteo, Washington, la città in cui ha vissuto più lungo durante la sua infanzia. Ha frequentato la Kamiak High School, dove ha partecipato al coro e nel teatro, si è diplomato nel 2005.

### Vita privata
Dopo il liceo, Watkins si è trasferito in Cina. Watkins ha vissuto con suo padre a Manila, nelle Filippine, nel 2010. Nel gennaio 2021, Watkins viveva in Giappone.

## Attività

### 8chan
8chan, chiamato anche 8kun, è un sito imageboard che è stato collegato a suprematismo bianco, neonazismo, alt-right, razzismo e antisemitismo, crimini di odio e sparatorie di massa multiple. È stata la sede dei fautori della controversia Gamergate iniziata nel 2014,  e nel 2018 è diventata una parte centrale della teoria del complotto QAnon quando "Q", la figura anonima che afferma di essere un funzionario governativo di alto livello con Q clearance, ha iniziato a utilizzare esclusivamente 8chan per pubblicare i propri messaggi.
Nel 2014, dopo aver visto un documentario di Al Jazeera America sul creatore di 8chan Fredrick Brennan, Watkins ha raccontato a suo padre, Jim Watkins, di quest'ultimo.  L'imageboard era recentemente diventata popolare dopo essere stata adottata dai sostenitori della controversia Gamergate e Brennan aveva difficoltà a tenere il passo con i costi del server.  Jim Watkins ha contattato Brennan per offrirgli una partnership e nel 2014 Brennan si è trasferita a Manila nelle Filippine per lavorare per lui. Nel 2014, Jim Watkins è diventato il proprietario e operatore ufficiale di 8chan. Ron Watkins ha iniziato a lavorare sul sito ogni giorno.  Brennan è rimasto l'amministratore del sito fino al 2016, momento in cui ha rinunciato al ruolo e Watkins ha assunto la posizione.
Watkins è stato responsabile della creazione di una criptovaluta attraverso la quale gli utenti di 8chan possono pagare per avere i loro post in evidenza attraverso un programma chiamato "King of the Shekel ".
Il 3 novembre 2020, giorno delle elezioni presidenziali negli Stati Uniti, Watkins ha annunciato su Twitter che si sarebbe dimesso dalla carica di amministratore del sito. Ha detto ai giornalisti che voleva dedicare più tempo alla lavorazione del legno e alla scrittura di un libro sulla legge costituzionale . Le sue dimissioni sono state descritte come "brusche" e hanno alimentato dubbi tra alcuni aderenti a QAnon sul movimento.  Alcuni hanno messo in dubbio la veridicità delle sue dimissioni.  Il ricercatore della teoria della cospirazione Julian Feeld ha dichiarato: "Il suo 'distacco' da 8kun è altamente sospetto e forse solo una mossa di pubbliche relazioni più di ogni altra cosa. . . Gli consente più libertà come agente di destra, in particolare attorno alle varie teorie cospirative sulla frode elettorale."

### Ruolo in QAnon
QAnon è una screditata teoria della cospirazione di estrema destra che sostiene che una cabala di pedofili adoratori di Satana che gestisce un giro globale di traffico sessuale di bambini sta tramando contro l'ex presidente Donald Trump, che li sta combattendo. Watkins ha svolto un ruolo importante nell'aiutare ad amplificare la teoria. Secondo l'esperto di teorie della cospirazione Julian Feeld, i seguaci di QAnon vedono Watkins come "il cervello tecnico dietro la piattaforma in cui Q pubblica". Feeld ha affermato che, nonostante il profilo più basso di Watkins rispetto a suo padre nel movimento, ha "giocato un ruolo altrettanto importante nella... crescita del movimento".  Watkins è stato descritto come un leader de facto di QAnon.
Il 20 gennaio 2021, i seguaci di QAnon hanno lottato per conciliare il fatto che Joe Biden fosse stato inaugurato con le loro convinzioni che Trump sarebbe ancora diventato presidente, o che ci sarebbe stato un "Grande Risveglio" o "Tempesta": un giorno in cui Trump e i militari alleati avrebbero riunito i loro avversari politici per l'esecuzione. Watkins sembrava essere una delle figure che ha abbandonato la teoria, postando su Telegram : "Abbiamo dato il massimo. Ora dobbiamo tenere il mento alzato e tornare alle nostre vite come meglio possiamo." Il ricercatore di QAnon Travis View ha messo in guardia dal credere a Watkins, indicando la sua precedente affermazione secondo cui aveva lasciato 8chan per concentrarsi sulla sua lavorazione del legno solo per "[riempire] il vuoto di Q diffondendo teorie della cospirazione".
Numerosi giornalisti e ricercatori sulla teoria della cospirazione hanno collegato Ron, Jim o entrambi i Watkins a Q, un account gestito da una persona o un gruppo di persone sconosciuti, i cui post sono alla base della teoria del complotto di QAnon.  Watkins e suo padre erano solo due delle poche persone che potevano verificare che i post su 8chan provenissero dal "vero" Q, il che ha anche contribuito alle teorie secondo cui eraloro no dietquesta la persona.
Il fondatore di 8chan, Fredrick Brennan, è stato citato in un articolo del giugno 2020 su The Atlantic dicendo: "Sicuramente, sicuramente, al 100% credo che Q conosca Jim o Ron Watkins, o sia stato assunto da Jim o Ron Watkins". In un'intervista su un episodio di settembre 2020 del podcast <i id="mwuw">Reply All</i>, Brennan ha spiegato che crede che l'account Q sia stato originariamente gestito da qualcun altro, ma che Watkins e suo padre hanno preso il controllo del personaggio, molto probabilmente intorno a dicembre 2017.  PJ Vogt di Reply All ha affermato di aver discusso della teoria di Brennan con altri giornalisti che scrivono su Q e che "alcuni di loro pensano che sia probabile; tutti concordano che sia più che plausibile".  Entrambi i Watkins hanno negato la conoscenza dell'identità di Q.
Un account verificato su Parler che sosteneva di essere Watkins ha pubblicato diversi post il 15 novembre 2020, apparentemente confermando le teorie secondo cui suo padre era Q. In seguito è stato determinato che il ricercatore di sicurezza Aubrey Cottle aveva approfittato delle falle di sicurezza di Parler per cambiare il nome di un account già verificato, dandogli l'impressione di appartenere e di essere stato verificato come Watkins. Questo incidente ha portato a una faida tra Watkins e l'investitore di Parler Dan Bongino, con Watkins che ha criticato pubblicamente la sicurezza di Parler su Twitter e ha descritto il servizio come "compromesso". Bongino ha risposto twittando insulti a Watkins.
Watkins e suo padre sono stati intervistati per diversi anni per la docuserie HBO in sei parti di Cullen Hoback su QAnon e l'identità di Q, intitolata Q: Into the Storm . Nell'episodio finale della serie, Watkins ha dichiarato in un'intervista: "Sono stati fondamentalmente tre anni di addestramento all'intelligence, insegnando ai normies come svolgere il lavoro di intelligence. Fondamentalmente era quello che facevo in modo anonimo prima, ma mai come Q." Watkins poi sorrise e si corresse, dicendo "Mai come Q. Lo prometto. Perché non sono Q, e non lo sono mai stato".  Hoback ha visto questo come un'ammissione involontaria di Watkins e ha concluso da questa intervista e da altre sue ricerche che Ron Watkins è Q.

### Tentativi di ribaltare le elezioni presidenziali statunitensi del 2020
Dopo essersi dimesso dalla sua posizione su 8chan nel novembre 2020, Watkins ha lavorato per costruire la sua reputazione tra coloro che tentavano di ribaltare i risultati delle elezioni presidenziali . Ha diffuso teorie del complotto su Dominion Voting Systems, i creatori di alcune macchine per il voto utilizzate nelle elezioni. Ha pubblicato video su Twitter di un dipendente del Dominion che utilizzava una delle macchine, affermando falsamente che il dipendente era stato raffigurato mentre manometteva i risultati delle elezioni. Di conseguenza, il dipendente ha ricevuto minacce di morte e un cappio è stato trovato appeso fuori casa sua.
Watkins è stato nominato come testimone esperto in una causa intentata da Sidney Powell, un avvocato e teorico della cospirazione coinvolto anche nella contestazione dei risultati elettorali. Nella sua dichiarazione giurata, ha affermato che in base alla sua lettura della guida utente online per il software Dominion, è "nel regno delle possibilità" per un operatore di sondaggi manipolare i voti. Secondo il Washington Post, Watkins si è descritto nell'affidavit come "un esperto di sicurezza delle informazioni con nove anni di esperienza come 'analista della difesa delle reti e delle informazioni' e ingegnere della sicurezza", e non ha menzionato che la sua esperienza derivava principalmente dal suo lavoro con 8chan.
Watkins è stato intervistato più volte su Dominion sul pro-Trump One America News Network (OANN), che lo ha presentato come un "analista tecnico di grandi sistemi". I suoi commenti sulla frode elettorale sono stati riportati anche da altri organi di destra, tra cui The Gateway Pundit.
Watkins ha guadagnato un grande seguito su Twitter dopo le elezioni, dove ha usato il nome "CodeMonkeyZ". Nel mese di novembre ha quasi raddoppiato il numero di follower a 400.000 e all'inizio di gennaio aveva più di 500.000 follower.  Trump aveva retwittato Watkins cinque volte tra il giorno delle elezioni e il 6 gennaio 2021 e Foreign Policy ha descritto Watkins come "parte integrante dei messaggi post-elettorali di Trump".
La notte del 5 gennaio 2021, il giorno prima dell'assalto al Campidoglio degli Stati Uniti, Watkins disse a suo padre e al giornalista Cullen Hoback che stava per "fare un reclamo, frantumerà alcune istituzioni". Su Twitter, Watkins ha annunciato l'intenzione di "far cadere" le informazioni che ha chiamato "La madre di tutte le bombe [verità]". Secondo Hoback, Watkins ha affermato di aver ricevuto informazioni sul canale secondario dalla Casa Bianca.  Nelle prime ore del 6 gennaio, Watkins ha pubblicato un tweet accusando il vicepresidente Mike Pence di aver orchestrato un colpo di stato. Si è anche collegato a un post sul blog che chiedeva "l'arresto immediato di [Pence], per tradimento".
L'8 gennaio, Twitter ha represso gli account "dedicati esclusivamente alla condivisione di contenuti QAnon". L'account di Watkins era tra gli account Twitter definitivamente sospesi, così come gli account appartenenti a Sidney Powell e all'ex consigliere per la sicurezza nazionale Michael Flynn .

### Sforzi successivi
Durante l'audit elettorale della contea di Maricopa, Watkins ha falsamente affermato che 200.000 voti Trump non sono stati conteggiati. Giorni dopo che un rapporto di 60 minuti ha portato un rinnovato interesse per i video del Pentagono caratterizzati da avvistamenti di UFO, Watkins ha annunciato un sito web (AlienLeaks) che ha descritto come " WikiLeaks ma con alieni al posto delle e-mail di Clinton".